# Roemar
De Roemar was een Nederlandse wegrace-motorfiets.
Door Theo Roelofs in 1987 samengestelde 125cc-racer die was opgebouwd uit een Harris-frame en een blok dat leverbaar was met een Hummel- of een Rotax-cilinder.